# 사랑의 유람선 (2000년 드라마)
《사랑의 유람선》은 KBS 2TV에서 2000년 방영되었던 시트콤이다. 5월 6일 첫 회부터 토요일 ~ 일요일 밤 8시 50분에 방송되어 왔으나 방영 전의 갑작스런 편성 변경과 캐스팅 문제 등에서 생긴 상처 외에도 유람선 승선 관광객들이 중심으로 엮어가는 이야기라기보다는 승무원들의 이야기에 비중을 두어 소재제한에서 오는 답답함을 느끼게 했다.
이 때문에 동시간대 SBS 대기획 덕이로 인한 시청률 부진 탓인지 고전을 면치 못한 채 같은 해 7월 30일부터 일요일 오후 8시 55분으로 축소되었지만 10월 8일 방송분을 끝으로 조기종영된 바 있었으며 당시 해당 프로그램 자리에는 2TV 일일극으로 방송된 소설 목민심서가 뒷날 수목극으로 바뀜에 따라 2000년 7월 26일부터 1TV에서 수요일 오후 9시 50분에 방영된 영상기록 병원 24시가 이동 편성됐다. 금강산 유람선상에서 벌어지는 에피소드를 다루는 것이 주요 내용이다.

## 제작진
- 제작 : 쇼비즈아시아
- 책임프로듀서: 윤흥식
- 극본: 윤학렬, 김은영
- 연출: 박수동, 신현수

## 출연진
- 강석우(중도하차)
- 김가연
- 김경식(중도하차)
- 김소연(중도투입)
- 김양우
- 도지원
- 유태웅
- 추자현(중도투입)
- 안석환
- 홍진희
- 윤기원(중도하차)
- 맹상훈
- 주용만
- 정동남
- 임선택
- 배두나(중도하차)
- 오욱철(중도투입)
- 조향기(중도투입)

## 결방
- 2000년 8월 20일 - 특선영화 《스파이 하드》 편성[4]
- 2000년 9월 10일 - 추석특집 《시사터치 코미디파일》 편성
- 2000년 9월 17일 - <여기는 시드니> 편성

## 참고 사항
- 제작사인 쇼비즈아시아 대표 이찬규는 인기 드라마 작가 출신이다.[5]
- 당초 일일시트콤으로 기획됐다가 바뀌어서 새 인물들을 찾는 것에 초점을 뒀다. 당초 심혜진이 낙점됐으나 새로 시작하려는 영화 촬영 스케줄과 겹쳐 도저히 드라마에 출연할 수 없다고 주장했지만 제작사인 '쇼비즈아시아' 이찬규 대표는 "(심혜진씨가) 무리한 출연료를 요구해 출연이 무산됐다"라 밝혔다.[6] 심혜진 자리에는 도지원이 대타로 들어갔다.[7]
- 남자 주인공 역에는 유동근, 정보석 등이 물망에 올랐으나 강석우가 최종 낙점됐다.
- 이런 혼란 때문에 2000년 5월 6일 첫 회부터 주말 오후 8시 55분에 방송되어 왔으나 동시간대 SBS 주말극장 덕이로 인한 시청률 부진 탓인지 고전을 면치 못한 채 같은 해 7월 30일 방영분부터 일요일 오후 8시 55분으로 축소되었지만 10월 8일 방송을 끝으로 조기종영되었다.
- 금강산 유람선상에서 벌어지는 에피소드를 다루는 것이 주요 내용이었지만 배라는 한정된 무대에 걸맞은 소재와 대본을 개발하는데 실패했다.
- 출연진 중의 한 명이었던 배두나는 2000년 7월 10일 시작한 KBS 2TV 미니시리즈 RNA에 캐스팅된 데 이어 영화 청춘 촬영 스케줄이 겹쳐 고사하는 바람에 2000년 7월 9일 방영분을 끝으로 외국 연수를 떠나는 설정으로 하차하였으며[8] 배두나 외에도 강석우 김경식 등이 이런저런 사정 때문에 중도하차했다.